# 马德莱娜广场
马德莱娜广场（place de la Madeleine）是巴黎第八区的一个广场，得名于马德莱娜教堂。

## 历史
马德莱娜广场开辟于1815年，兴建在旧马德莱娜教堂（可能在现在的马勒塞尔布大道8号，与帕斯基耶尔路（rue Pasquier）和rue de la Ville-l'Évêque交汇.
马德莱娜教堂占据了Chevilly酒店的位置，可追溯到1728年，位于rue Basse-du-Rempart 与卡布辛大道（boulevard des Capucines）处。
马德莱娜广场有2个喷泉，是加布里埃尔 Davioud 的作品。